# Джеффрі Кеньон Уорд
Джеффрі Кеньон Уорд (англ. Geoffrey Kenyon Ward) — новозеландський дипломат. Надзвичайний і Повноважний Посол Нової Зеландії в Україні за сумісництвом (1999—2003).

## Життєпис
Закінчив Оклендський університет, Окленд (Нова Зеландія). Володіє англійською та індонезійською мовами.
З 1973 року на дипломатичній службі в Міністерстві закордонних справ Нової Зеландії. Працював в Індонезії, Австралії, Сінгапурі.
З 22 грудня 1997 по 1999 рр. — був Верховним комісаром Нової Зеландії в Сінгапурі.
У 1999 році — директор управління Південної та Південно-Східної Азії МЗС Нової Зеландії.
У 1999—2002 рр. — Надзвичайний і Повноважний Посол Нової Зеландії в РФ
У 1999—2002 рр. — Надзвичайний і Повноважний Посол Нової Зеландії в Україні за сумісництвом
У 2000—2002 рр. — Надзвичайний і Повноважний Посол Нової Зеландії в Киргизстані за сумісництвом
У 2003—2004 рр. — директор Консульського відділу Міністерства закордонних справ і торгівлі.
З 30 вересня 2004 року — Надзвичайний і Повноважний Посол Нової Зеландії в Іспанії.
З 16 липня 2005 року — Надзвичайний і Повноважний Посол Нової Зеландії при Святому Престолі за сумісництвом
З 27 жовтня 2005 року — Надзвичайний і Повноважний Посол Нової Зеландії в Марокко за сумісництвом.
У 2011 році — директор відділу Азії Міністерства закордонних справ і торгівлі Нової Зеландії.